# Hemitripteridae
Gli Hemitripteridae sono una famiglia di pesci d'acqua salata, appartenenti all'ordine degli Scorpaeniformes.

## Distribuzione e habitat
Questi pesci sono diffusi nell'Atlantico nordoccidentale e nel nord Pacifico.

## Generi
- Blepsias Cuvier, 1829
- Hemitripterus Cuvier, 1829
- Nautichthys Girard, 1858